# Новопавловка (Омская область)
Новопа́вловка — деревня в Одесском районе Омской области. Входит в состав Лукьяновского казачьего сельского поселения.

## История
Основана в 1912 году. В 1928 году деревня Ново-Павловка состояла из 83 хозяйств, основное население — украинцы. В административном отношении находилась в составе Лукьяновского сельсовета Одесского района Омского округа Сибирского края.

## Население
| 1926 | 2010 |
| ---- | ---- |
| 403  | ↘61  |

## Улицы
В деревне имеется одна улица — Главная.